# Tommi Grönlund
Tommi Grönlund (født 9. december 1969) er en tidligere finsk fodboldspiller.
Han har været professionel fodboldspiller i 13 år og spillet 22 kampe for det finske A-landshold.

## Historie
Det hele startede for alvor den 26. april 1992 da han debuterede i den bedste fodboldrække i Finland. Det var for den finske storklub HJK Helsinki, som han i alt nåede at spille 131 kampe for over 2 perioder. Det var også her han sluttede sin fodboldkarriere i 2004.
I foråret 1997 var det så tid til at prøve noget nyt. Han skiftede til den danske Superliga klub Viborg FF hvor han i foråret 1997 fik 12 kampe og scorede 1 mål. Han fandt sig dog aldrig til rette i Danmark, og blev i efteråret udlejet til den svenske klub Ljungskile SK.
Den 1. januar 1998 skiftede han permanent til svensk fodbold. Det var klubben Trelleborgs FF der skrev kontrakt med den defensive midtbanespiller. Her spillede han i tre sæsoner, inden turen gik til Skotland og Hearts.
Eventyret i Skotland blev dog kort. Selvom Grönlund havde stor succes på banen, måtte kontrakten ophæves inden et år da klubben havde store økonomiske problemer og ikke kunne aflønne spillerne.
Sverige blev igen base for spilleren, da Helsingborgs IF var hurtige med en kontrakt i 2002. Her spillede han 39 kampe i Allsvenskan over to sæsoner.
Han sluttede karrieren af der hvor det hele startede, da han spillede 14 kampe i foråret 2004 for HJK Helsinki.
Efterfølgende har han bl.a. været ekspertkommentator på finsk Canal+.